# 中山王シシ

中山王𫲨𧊒

中山王 𫲨𧊒（ちゅうざんおう しし）は、戦国の中山国の第6代君主。在位はおよそ14年前後。𫲨𧊒壺の銘文によれば、彼は中山王の子ということである。
中山国は趙の内側に位置しており、趙を南北両地に分断しているため、趙の武霊王は、胡服騎射の改革を実行して以後、絶えず中山国を滅ぼす戦争を繰り広げた。
前306年、趙は中山を侵攻、蔓葭（現在の河北省石家荘市井陘県）まで数十里北進した。前305年、趙は二手に分かれて中山に進攻、武霊王の軍は鄗・石邑・封龍・東垣を攻め取り、牛翦の軍は丹丘・華陽二邑と鴟塞を攻め取り、中山の中央部にまで迫った。中山は四邑を割譲して和を求めた。
前303年、趙は再び兵を発して中山に進攻した。前301年、趙軍は中山国の国都霊寿に攻め入り、中山王は斉へ逃れた。前300年、趙は続けて兵を発して中山に進攻、扶柳を攻め取り、中山東部の辺境地帯はほとんど趙の得るところとなった。
中山は五度戦いに敗れ、五度領土を割譲して和を求め、中山の領土は大いに縮小し、実力も大いに弱まった。中山王𫲨𧊒は、ついに斉で死んだ。